# Barrett M82
Barrett M82 (M82A1, M82A3, M107) — великокаліберна снайперська гвинтівка під набій .50 BMG (12,7×99 мм НАТО) виробництва американської компанії «Barrett Firearms».

## Історія
Снайперська гвинтівка була створена американцем Ронні Барреттом (англ. Ronnie Barrett). Не маючи відповідної освіти та досвіду у виробництві зброї він зумів у 1980 році сконструювати та виготовити перші робочі зразки у своєму гаражі. Для масового виготовлення цієї гвинтівки її автор організував власне підприємство, що отримало назву «Barrett Firearms Manufacturing». Після відмови провідних збройних фірм, таких як Winchester і Fabrique National, він починає малосерійне збирання для внутрішнього ринку США. У 1986 році він засновує фірму Barrett Firearms, яка приступає до серійного випуску гвинтівок Barrett M82A1. У 1987 Барретт отримує патент на свій винахід. У 1989 році армія Швеції придбала 100 гвинтівок Barrett M82A1, а в ході операцій «Буря в пустелі» і «Щит пустелі» декілька сотень гвинтівок купила армія США.

## Опис
Ударно-спусковий механізм ударного типу, режим вогню тільки одиночний. Ствольна коробка M82 сталева, сконструйована з двох половин: верхньої та нижньої. На верхній половині розташоване кріплення для оптичного прицілу та складана ручка для носіння. На нижній половині змонтовані УСМ та приймач магазина. Ствол гвинтівки холоднокований, завдовжки 737 мм. Він має поздовжні ребра для охолодження. Barrett оснащений двокамерним гальмом-компенсатором, що поглинає 30 % віддачі. Основним недоліком є те, що така конструкція не приховує полум'я пострілу.

## Технічні характеристики
- Масса, кг; 14 (з 737-мм стволом), 13,5 (з 508-мм стволом), 14,75 (M82A2)
- Довжина, мм: 1450 (з 737-мм стволом), 1220 (с 508-мм стволом), 1409 (M82A2)
- Патрон: 12,7×99 мм НАТО
- Калібр, мм: 12,7
- Початкова швидкість кулі, м/с: 853 (M82A1), 900 (M82A2)
- Максимальна дальність, м: 1800 (M82A1), 1600 (M82A2)
- Приціл: складний відкритий, присутня рейка Пікантіні для встановлення різних прицілів.
- Вид боєпостачання: знімний коробчатий магазин на 10 патронів.

## Модифікації
З початку серійного виробництва Barrett M82 декілька разів модифікувався:
- Barrett M82 — Базова версія гвинтівки.
- Barrett M82A1 — перша і на даний момент найбільш розповсюджена модифікація під назвою «Light Fifty». Ця модель з'явилася у 1986 році і мала незначні модифікації в конструкції. Саме на M82A1 були введені характерні для всіх Барреттів дульні компенсатори.
- Barrett M82A1M — модифікована версія M82A1. Нова модель отримала відкриті прицільні пристрої (на випадок виходу з ладу основного, оптичного), під прикладом гвинтівки з'явилась додаткова складна сошка, що забезпечує кращу стійкість при стрільбі.
- Barrett M82A2 — «радикально» модифікована модель, що виконана за схемою «Буллпап». M82A2 розроблено спеціально для стрільби по повітряних цілях («звичайні» моделі розраховані на ураження наземних), стрільба повинна була вестись тільки з плеча, щоб зменшити відбій. Тому як плечовий упор використаний прийомник магазина, оснащений спеціальною накладкою. Ця модель була швидко знята з виробництва через відсутність попиту.
- Barrett M82A3 — ця модифікація була проведена для Морської піхоти США. Від M82A1M вона відрізнялася відсутністю додаткової сошки під прикладом і рукоятки для переносу.
- Barrett M82A1/M107 (XM107) — остання на даний момент модифікація цієї гвинтівки. Фактично це M82A1M, але з невеликими технічними змінами, метою яких є підвищення надійності даної гвинтівки.
- Barrett M107CQ (M82A1/M107CQ) — варіант, призначений для використання на вертольотах та бронетехніці. Основна відмінність від базового варіанту — вкорочений на 9 дюймів ствол(508 мм проти 737 мм в стандартному зразку).

M107 є черговою покращеною моделлю. На базі М107 існує модифікація М107А1 з вкороченим стволом. На даний момент ця модифікація дуже популярна.

## Бойове застосування
Основним початковим моментом для розвитку подібної зброї стало час операцій «Щит пустелі» і «Буря в пустелі». Саме там перед однією з найбільших армій світу виникла гостра необхідність далекобійної і точної зброї, здатної вражати не тільки живу силу противника на відкритих ділянках місцевості, а й за легкими укриттями, а також для знищення легкоброньованої техніки і транспортних засобів.

### російсько-Українська війна
В грудні 2017 року американський уряд за схвалення Президента США надав дозвіл на продаж Україні партії гвинтівок Barrett M107A1 разом зі снайперськими набоями та іншим пов'язаним обладнанням на загальну суму $41,5 млн. Дане рішення стало першим випадком продажу озброєнь (так званої летальної зброї) Сполученими Штатами Україні від початку російсько-української війни в 2014 році.
Слід зазначити, що певна кількість гвинтівок даного сімейства була негласно придбана ще і в 2014—2015 роках в інтересах підрозділів спеціального призначення та знайшла своє застосування у Війні на сході України.
На початку червня 2022 року шведський уряд запропонував передати Україні додаткові оборонні засоби у вигляді протикорабельного ракетного комплексу RBS 17, снайперських гвинтівок AG 90 (шведське позначення гвинтівки Barrett M82) та боєприпасів до них, а також додатково 5000 шведських безвідкотних протитанкових гранатометів AT4.

## Нагороди та звання
26 лютого 2016 року штат Теннессі назвав модель Barrett M82 своєю офіційною гвинтівкою штату.

## Оператори
- Австралія
- Австрія: Використовуються Збройними силами Австрії.[9]
- Бахрейн[10]
- Бельгія[10]
- Бутан[10]
- Ботсвана[10]
- Бразилія[10]
- Чилі[10]
- Чехія[10][11]
- Данія[10]
- Єгипет
- Сальвадор[10]
- Фінляндія[10]
- Франція[10]
- Грузія: Використовуються Збройними силами Грузії і спецпризначенцями.[12][13]
- Німеччина: Використовуються Сухопутними військами Німеччини.[14]
- Греція[10]
- Індія: M107 використовуються поліцією Мумбаї.[15]
- Ірак: Використовуються Іракськими силами спецоперацій.
- Ізраїль[16]
- Італія[10]
- Йорданія[10][17]
- Кувейт[10]
- Ліван[18]
- Литва: Використовуються Збройними силами Литви.
- Малайзія: Використовуються Малайзійськими силами спецоперацій.[19]
- Мексика[10]
- Нідерланди[10]
- Норвегія[10]
- Оман[10]
- Філіппіни[10]
- Польща: Використовуються спецназом.[20]
- Португалія[10]
- Катар[10]
- Румунія: Використовуються спецназом Збройних сил Румунії.
- Саудівська Аравія[10]
- Сербія: Використовуються контртерористичним спецпідрозділом поліції.
- Сінгапур[10]
- Іспанія[10]
- Швеція[10]
- Південна Корея
- Таїланд
- Туніс
- Туреччина[10]
- Пакистан: Використовуються армією Пакистану.[21]
- Тайвань
- ОАЕ[10]
- Велика Британія[10]
- США[10]
- Україна: Підрозділи спеціального призначення НГУ та ЗСУ[5][3].

### Україна
Україна оплатила 90 великокаліберних снайперських гвинтівок Barrett M82 зі США та 20 комплексів протидії дронам EDM4S-UA з Литви через Агентство НАТО з підтримки та постачання (NSPA) на початку 2021 року, проте у травні Німеччина та Нідерланди виступили проти продажу та заблокували його. Зокрема, тогочасний міністр закордонних справ ФРН Гайко Маас виступив категорично проти постачання «летальних озброєнь» Україні.
За даними німецького видання Bild Нідерланди стали на бік Німеччини за вказівкою з Берліна, бо уряд Меркель не хотів створювати враження, ніби він єдиний, хто виступає проти продажу.
Після виборів та утворення нового уряду в грудні 2021 року постачання протидронної зброї EDM4S-UA було розблоковано. Але блокада на постачання гвинтівок зі США ще не переглядалась.
Під час російського вторгнення певна кількість гвинтівок була передана ЗСУ нідерландською владою.